# Junior Tchamadeu
Junior Baptiste Tchamadeu (Londra, 22 dicembre 2003) è un calciatore camerunese, difensore dello Stoke City e della nazionale camerunese.

## Carriera

### Club
Nato in Inghilterra, ha iniziato la sua carriera professionistica con il Colchester Utd nel 2020, dopo un passato nelle giovanili del Charlton. Ha debuttato in prima squadra il 5 dicembre 2020 in occasione dell'incontro di Football League Two vinto 2-1 contro il Grimsby Town. Ha segnato il suo primo gol la stagione successiva, il 26 marzo 2022, decidendo la partita contro il Tranmere al 95'.
Dopo essere stato inserito nella miglior squadra dell'anno del campionato di quarta divisione, il 1º settembre 2023 è stato acquistato a titolo definitivo dallo Stoke City con cui ha firmato un contratto di quattro anni. Due settimane dopo ha esordito in Championship contro il Norwich City.

### Nazionale
Nel novembre del 2023 è stato convocato dal CT della nazionale camerunese Rigobert Song per degli incontri di qualificazione per il Campionato mondiale 2026. Ha in seguito debuttato giocando da titolare contro le Mauritius.

## Statistiche

### Presenze e reti nei club
Statistiche aggiornate al 17 novembre 2023.
| Stagione        | Squadra         | Campionato      | Campionato | Campionato | Coppe nazionali | Coppe nazionali | Coppe nazionali | Coppe continentali | Coppe continentali | Coppe continentali | Altre coppe | Altre coppe | Altre coppe | Totale | Totale | Totale |
| Stagione        | Squadra         | Comp            | Pres       | Reti       | Comp            | Pres            | Reti            | Comp               | Pres               | Reti               | Comp        | Pres        | Reti        | Pres   | Reti   |        |
| --------------- | --------------- | --------------- | ---------- | ---------- | --------------- | --------------- | --------------- | ------------------ | ------------------ | ------------------ | ----------- | ----------- | ----------- | ------ | ------ | ------ |
| 2020-2021       | Colchester Utd  | FL2             | 11         | 0          | FACup+CdL       | 0               | 0               |                    | -                  | -                  | FLT         | 0           | 0           | 11     | 0      |        |
| 2021-2022       | Colchester Utd  | FL2             | 26         | 1          | FACup+CdL       | 2+0             | 0               |                    | -                  | -                  | FLT         | 5           | 0           | 33     | 1      |        |
| 2022-2023       | Colchester Utd  | FL2             | 41         | 5          | FACup+CdL       | 1+2             | 0               |                    | -                  | -                  | FLT         | 3           | 0           | 47     | 5      |        |
| ago. 2023       | Colchester Utd  | FL2             | 4          | 0          | FACup+CdL       | 0+1             | 0               |                    | -                  | -                  | FLT         | 0           | 0           | 5      | 0      |        |
| 2023-2024       | Stoke City      | FLC             | 4          | 0          | FACup+CdL       | 0               | 0               |                    | -                  | -                  |             | -           | -           | 4      | 0      |        |
| Totale carriera | Totale carriera | Totale carriera | 88         | 6          |                 | 6               | 0               |                    | -                  | -                  |             | 7           | 0           | 101    | 6      |        |

### Cronologia presenze e reti in nazionale
| Cronologia completa delle presenze e delle reti in nazionale ― Camerun | Cronologia completa delle presenze e delle reti in nazionale ― Camerun | Cronologia completa delle presenze e delle reti in nazionale ― Camerun | Cronologia completa delle presenze e delle reti in nazionale ― Camerun | Cronologia completa delle presenze e delle reti in nazionale ― Camerun | Cronologia completa delle presenze e delle reti in nazionale ― Camerun | Cronologia completa delle presenze e delle reti in nazionale ― Camerun | Cronologia completa delle presenze e delle reti in nazionale ― Camerun |
| Data                                                                   | Città                                                                  | In casa                                                                | Risultato                                                              | Ospiti                                                                 | Competizione                                                           | Reti                                                                   | Note                                                                   |
| ---------------------------------------------------------------------- | ---------------------------------------------------------------------- | ---------------------------------------------------------------------- | ---------------------------------------------------------------------- | ---------------------------------------------------------------------- | ---------------------------------------------------------------------- | ---------------------------------------------------------------------- | ---------------------------------------------------------------------- |
| 17-11-2023                                                             | Douala                                                                 | Camerun                                                                | 1 – 0                                                                  | Mauritius                                                              | Qual. Mondiali 2026                                                    | -                                                                      | 36’                                                                    |
| 21-11-2023                                                             | Bengasi                                                                | Libia                                                                  | 1 – 1                                                                  | Camerun                                                                | Qual. Mondiali 2026                                                    | -                                                                      | 58’                                                                    |
| 9-1-2024                                                               | Gedda                                                                  | Zambia                                                                 | 1 – 1                                                                  | Camerun                                                                | Amichevole                                                             | -                                                                      | 60’                                                                    |
| 15-1-2024                                                              | Yamoussoukro                                                           | Camerun                                                                | 1 – 1                                                                  | Guinea                                                                 | Coppa d'Africa 2023 - 1º turno                                         | -                                                                      | 75’                                                                    |
| 19-1-2024                                                              | Yamoussoukro                                                           | Senegal                                                                | 3 – 1                                                                  | Camerun                                                                | Coppa d'Africa 2023 - 1º turno                                         | -                                                                      | 90+1’                                                                  |
| Totale                                                                 |                                                                        | Presenze                                                               | 5                                                                      |                                                                        | Reti                                                                   | 0                                                                      |                                                                        |